# Nevěrná (Švihovská vrchovina)
Nevěrná (571 m n. m.) je zalesněný vrch mezi obcemi Újezd, Horšice a Týniště, nacházejícími se jihovýchodně od města Přeštice v okrese Plzeň-jih. Zhruba půl kilometru západně od kóty 571 prochází silnice II/230, spojující Přeštice a Nepomuk. 

## Pomník Josefa Šlajse

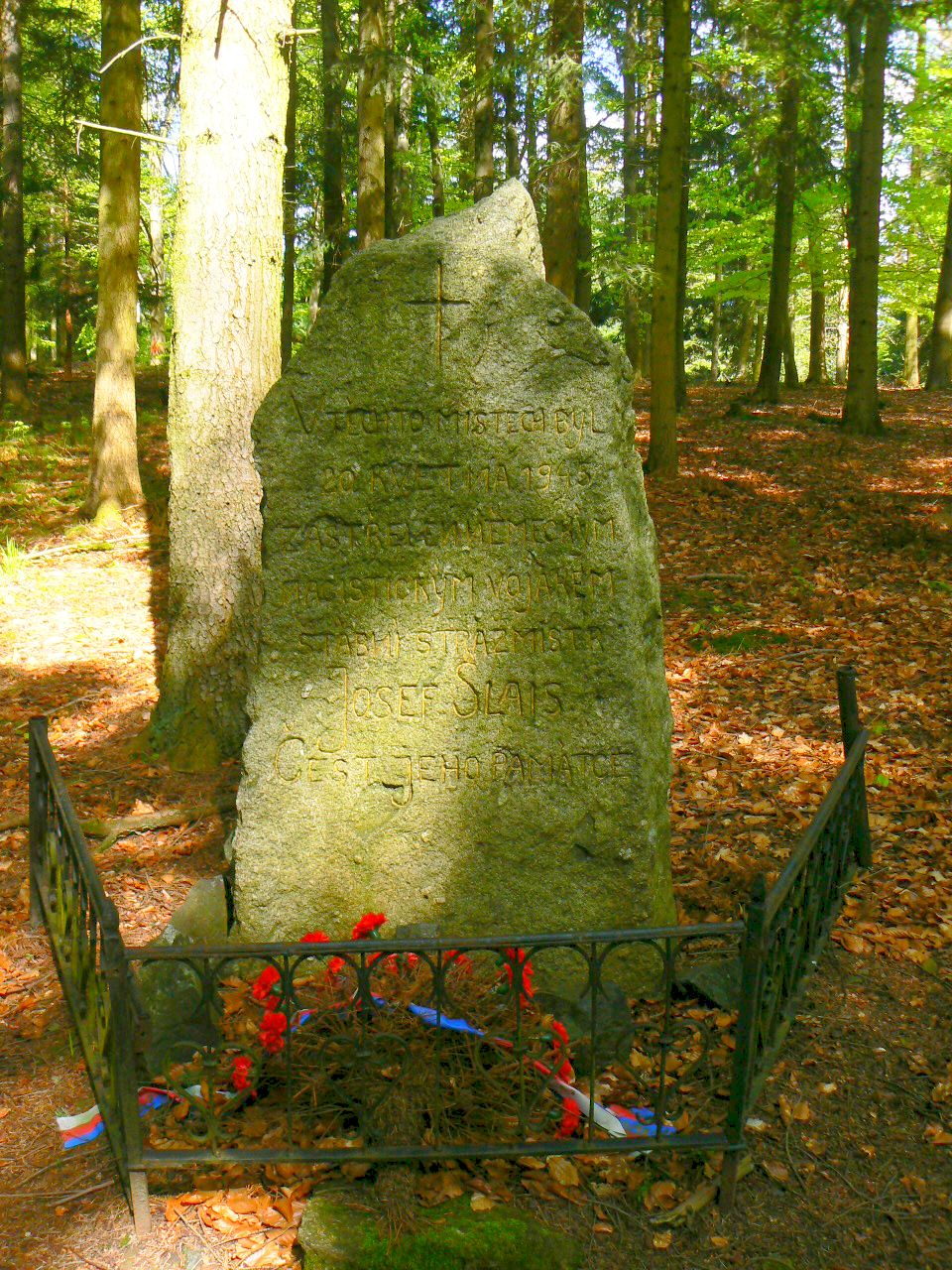
Pomník Josefa Šlajse nedaleko vrcholu Nevěrná

Asi 100 metrů východně od vrcholu Nevěrné je pomník četníka Josefa Šlajse. Ten byl na tomto místě smrtelně postřelen 19. května 1945 německými vojáky prchajícími na západ do amerického zajetí. Na uctění památky Josefa Šlajse se konají každoročně vzpomínkové turistické akce.